# Эдгейоюкулен
Эдгейоюкулен (норв. Edgeøyjøkulen) — ледяная шапка, расположенная на острове Эдж в архипелаге Шпицберген.
Площадь ледника составляет около 1365 км², что составляет почти третью часть площади острова. Толщина льда в центральной части ледника достигает 250 км, по периферии — 100 м.